# Psammina inflata
Psammina inflata is een korstmosparasiet behorend tot de onderstam Pezizomycotina. De familie is nog niet eenduidig bepaalt (incertae sedis). Hij komt voor op verschillende soorten poederkorsten (Lepraria).

## Kenmerken
Psammina inflata wordt gekenmerkt doordat de armen van de conidia kort en opgeblazen zijn (10-15 × 3,5-6,0 μm). Verwarring is mogelijk met jonge conidia van Psammina stipitata, maar volgroeide conidia zijn altijd wel te vinden wanneer er voldoende materiaal microscopisch onderzocht wordt.

## Verspreiding
In Nederland komt het zeer zeldzaam voor.